# Achaius fuscitarsis
Achaius fuscitarsis är en stekelart som först beskrevs av Cameron 1904.  Achaius fuscitarsis ingår i släktet Achaius och familjen brokparasitsteklar. Inga underarter finns listade i Catalogue of Life.